# Таканабе

32°7′42″ пн. ш. 131°30′12″ сх. д. / 32.12833° пн. ш. 131.50333° сх. д.
Таканабе (яп. 高鍋町) — містечко в Японії, в повіті Кою префектури Міядзакі.